# Maximilian Dirr

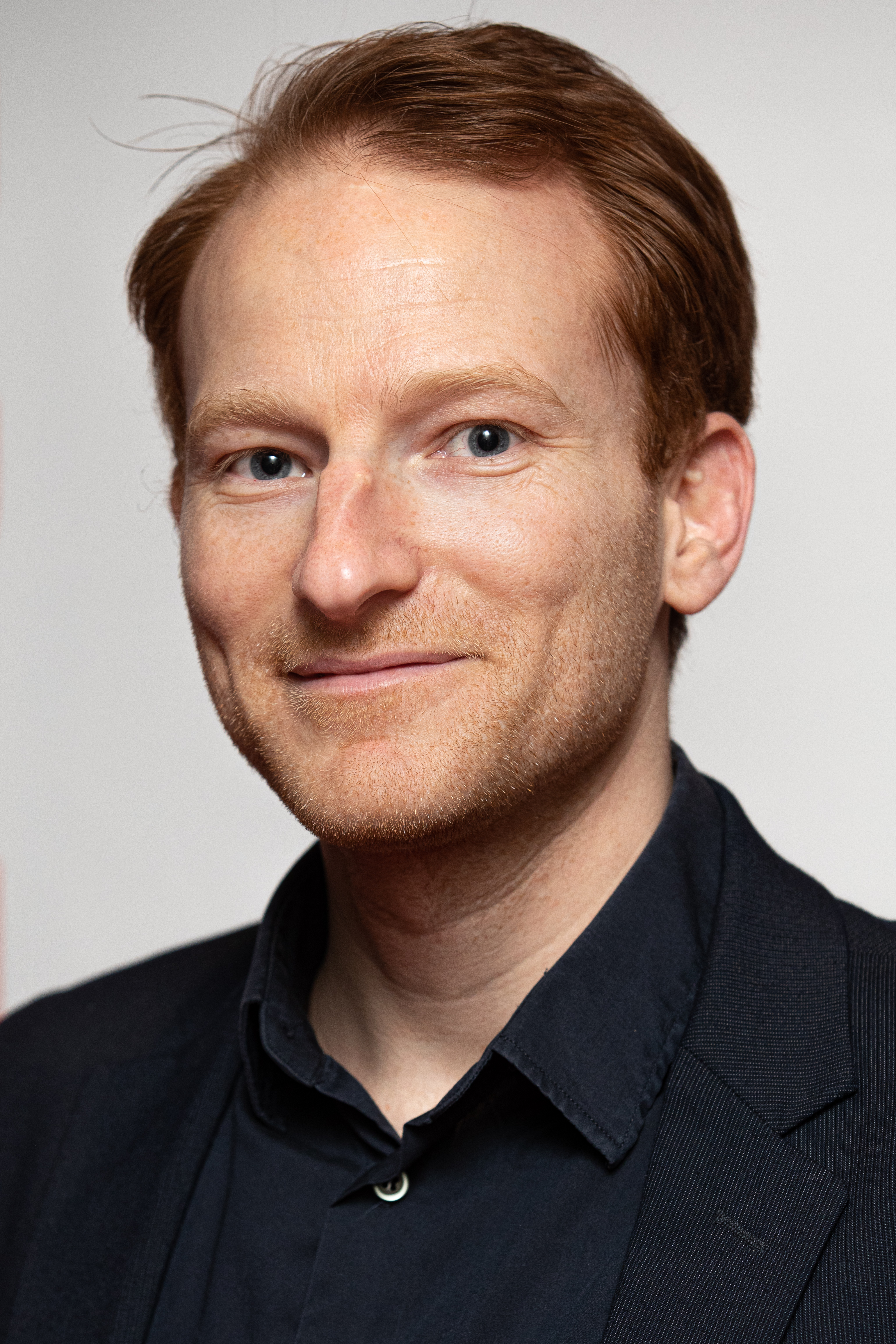
Maximilian Dirr, 2019

Maximilian Dirr (Landshut, 6 gennaio 1983) è un attore tedesco naturalizzato italiano.

## Biografia
Nel 2010 si diploma presso la Scuola di recitazione del Teatro Stabile di Genova.

## Filmografia

### Cinema
- L'uomo che verrà, regia di Giorgio Diritti (2009)
- Diaz - Don't Clean Up This Blood, regia di Daniele Vicari (2012)
- Tutto tutto niente niente, regia di Giulio Manfredonia (2012)
- La migliore offerta, regia di Giuseppe Tornatore (2013)
- Chiamatemi Francesco - Il Papa della gente, regia di Daniele Luchetti (2015)
- Cenere, regia di Simone Petralia (2015)
- Watch Them Fall, regia di Kristoph Tassin (2016)
- Maria Mafiosi, regia di Jule Ronstedt (2017)
- Sobibor - La grande fuga (Sobibor), regia di Konstantin Jur'evič Chabenskij (2018)
- Capri-Revolution, regia di Mario Martone (2018)
- Da unten im Himmel, regia di Felix Schäfer (2019)
- Diana - Und die Nacht, in der sie zur Legende wurde, regia di Annika Blendl e Leonie Stade (2022)
- Body Odyssey, regia di Grazia Tricarico (2023)

### Televisione
- Un passo dal cielo – serie TV, episodio 2x12 (2012)
- Zappelphilipp, regia di Connie Walther – film TV (2012)
- Der Staatsanwalt – serie TV, episodio 8x01 (2013)
- The Vatican, regia di Ridley Scott – film TV (2013)
- Un matrimonio – miniserie TV, 4 puntate (2013-2014)
- Francesco – miniserie TV, 2 puntate (2014)
- Schuld – serie TV, episodio 1x03 (2015)
- Provaci ancora prof! – serie TV, episodio 6x06 (2015)
- È arrivata la felicità – serie TV, episodio 1x01 (2015)
- Squadra antimafia - Palermo oggi – serie TV, episodio 7x08 (2015)
- Dengler – serie TV, episodio 1x02 (2016)
- In aller Freundschaft - Die jungen Ärzte – serie TV, episodio 2x29 (2016)
- SS-GB – miniserie TV, 1 puntata (2017)
- Non uccidere – serie TV, episodio 2x09 (2017)
- Die Bergretter – serie TV, episodio 9x02 (2017)
- The Crown – serie TV, episodio 2x09 (2017)
- Der Zürich-Krimi – miniserie TV, 1 puntata (2018)
- Lena Lorenz – serie TV, episodi 5x01-5x02 (2019)
- Das Institut, Oase des Scheiterns – serie TV, episodi 1x07-2x05 (2017-2019)
- Marie Is on Fire (Marie fängt Feuer) – serie TV, episodio 1x09 (2019)
- Maiorca Crime (The Mallorca Files) – serie TV, episodio 1x07 (2019)
- Gli omicidi del lago (Die Toten vom Bodensee) – serie TV, episodio 1x10 (2020)
- Diavoli (Devils) – serie TV, 4 episodi (2020)
- Curon – serie TV, episodi 1x04-1x06-1x07 (2020)
- Dark – serie TV, episodio 3x02 (2020)
- Soko 5113 – serie TV, episodi 42x04-46x05 (2016-2020)
- Ultima traccia: Berlino (Letzte Spur Berlin) – serie TV, episodi 3x05-10x03 (2014-2021)
- Squadra Speciale Colonia (SOKO Köln) – serie TV, episodio 18x02 (2021)
- Die Rosenheim-Cops – serie TV, episodi 12x02-21x03 (2012-2021)
- WaPo Bodensee – serie TV, episodio 6x10 (2021)
- Hamburg Distretto 21 (Notruf Hafenkante) – serie TV, episodio 16x16 (2021)
- SOKO Hamburg – serie TV, episodio 4x09 (2022)
- Neben der Spur ist auch ein Weg, regia di Anna Justice – film TV (2022)
- Und dann steht einer auf und öffnet das Fenster, regia di Till Endemann – film TV (2022)
- SOKO Wismar – serie TV, episodi 19x04-20x09 (2021-2022)
- Ein starkes Team – serie TV, episodio 1x91 (2023)
- Kommissarin Lucas – serie TV, episodi 1x23-1x35 (2016-2023)

### Cortometraggi
- Victims, regia di Anne Riitta Ciccone (2010)
- Sorelle, regia di Karole di Tommaso (2012)
- Sonderkommando, regia di Nicola Ragone (2014)
- Helena, regia di Nicola Sorcinelli (2015)
- Manhunt, regia di Brando Bartoleschi (2016)
- L´uomo proibito, regia di Tiziano Russo (2018)
- The Basil Smash, regia di Sebastian Mattukat (2020)
- Vollendet, regia di Andreas Arnstedt (2020)

### Web Series
- Connessioni: 10 Incontri sentimentali, regia di Francesco Lagi (2015)

## Doppiaggio
- David Kross in Race - Il colore della vittoria
- Bill Skarsgård in Atomica bionda

## Teatro
- Trenofermo a Katzelmacher, regia di Dario Aita (2013 - 2014), segnalazione Premio Scenario 2013
- La collezione, di Harold Pinter, regia di Carlo Sciaccaluga (2011)
- Questa sera si recita a soggetto, di Luigi Pirandello, regia di Alberto Giusta (2010- 2011)
- Cellule, di Luca de Bei, regia di Dario Aita (2010)
- Le diable en partage, di Fabrice Melquiot, regia di Filippo Dini (2010)
- Le lagrime della vedova, regia di Anna Laura Messeri (2010)
- Tre Sorelle, di Anton Čechov, regia di Massimo Mesciulam (2010)
- Fortuna e sfortuna del nome, di Calderon de la Barca, regia di Anna Laura Messeri (2009)